# Cerchysius longicorpus
Cerchysius longicorpus är en stekelart som beskrevs av Fatima och Shafee 1994. Cerchysius longicorpus ingår i släktet Cerchysius och familjen sköldlussteklar. Inga underarter finns listade i Catalogue of Life.